# Jose Castro Blanco
Jose Castro Blanco (Pontevedra, 1890 - 20 de setembre de 1981) va ser un naturòpata, considerat el pioner de la naturopatia espanyola.
Nascut a Pontevedra en 1890, amb catorze anys va emigrar a l'Argentina i posteriorment a Uruguai. Allà, va caure malalt, i a partir d'aquell moment va començar a interessar-se per la dietètica. Cursà estudis de naturopatia i a poc a poc va anar desenvolupant i consolidant el seu pensament naturista. En aquell moment, va entrar en contacte amb Benedict Lust, fundador de la Naturopatia, matriculant-se en l'American School of Naturopathy de Nova York creada per Lusten el 1901. El 1922 va obtenir el títol de Doctor en Naturopatia, i va començar a desenvolupar la seva metodologia naturopàtica basant-se principalment en Joan Esteve Dulin i Z.O. Hanish.
El 1923 es trasllada juntament amb Nicolàs Capo a Barcelona, i amb ells arriba la trofologia al moviment naturista ibèric. El mes d'abril de 1925 any va fundar la primera Escola de Naturopatia a Espanya, l'anomenada Escuela de Naturotrofologia, seguint la línia que havia après a l'American School of Naturopathy que es concreta amb la creació, també conjuntament amb Capo, de la coneguda com a Escuela Libre Naturista a Montevideo el 1920, que va traslladar pels països sud-americans l'anomenat "naturisme integral" o "trofologia". A través de l'Escola va anar incorporant els darrers coneixements que en aquells anys del primer quart de segle s'estaven desenvolupant a Espanya, fonamentalment a través de l'anomenat "pensament naturista ibèric". La implantació i desenvolupament de l'escola de Naturopatia es veié condicionada pel decret de Governació, signat pel ministre de governació Severiano Martínez Anido el març de 1926, a través del qual es va començar a perseguir la pràctica naturista. que li comportaven diverses traves a la seva tasca professional. Alguns anys més tard, el 1929, malgrat les traves legals sofertes, es va instal·lar al municipi valencià de Torrent, on va residir i obrir una consulta professional. A Torrent va instaurar la "Colònia Vegetariana Eutrofológica" i es va vincular a l'Agrupació Tropològica Naturista de València, començant a editar la revista Naturismo Eutrofológico, que es va publicar fins al començament de la Guerra Civil, entre 1932 i 1936. El 1936 va voler realitzar un "Congrés Eutrofològic", però l'aixecament militar fascista del moment li va impedir. Va impartir nombroses xerrades i cursos per correspondència. Paral·lelament, va realitzar diversos viatges per traslladar a l'estranger els seus ensenyaments relacionats amb la Naturopatia i portar a terme consultes professionals. Malgrat que va tenir alguns entrebancs i enganxades amb la policia franquista, Castro va continuar amb la seva activitat com a naturòpata. Castro també fou un defensor nudisme, però només li va interessar pel que fa a la seva relació amb el naturisme.

## Publicacions[9][13]
- Manual práctico de alimentación racional y crudívora 1925
- El Problema del pan integral en el vegetarismo cocido y semi-crudo 1925
- La Nueva ciencia de comer y tratado completo de cocina vegetariana Eutropológica 1930
- Mis reformas e innovaciones al naturismo 1950
- La diabetes: su origen y homoterapia (1976)
- La nueva medicina futura: bioterapia o normofunción (1976)
- La hipertensión arterial: su origen y su homoterapia: nueva Medicina Crológica (1976)
- Nueva medicina electrobiológica estática, dinámica (1976)
- Infarto de miocardio, nuevo planteo y solución: Su origen, prevención y curación (1976)
- Cómo y cuándo se está curado (1977)
- Neo-naturismo personal y neo-naturismo contornal (1977)
- Nuevas gerontología y geriatría eubiótica (1977)
- El nuevo yoga sin errores: (El yoga cultural, deportivo, higiénico y terapéutico) (1977)
- Cebolla, puerro, ajo: alimento, condimento y medicina cutrófica (1977)
- Alimentación sana y trofoterapia (1978)
- La chufa como alimento golosina y medicina (1978)
- El tomate, el pepino y los espárragos: alimento, condimento y medicina eutrófica (1978)
- Nuestra ecología eubiótica y contornal (1984)
- Reumatismo y artritis (1994)